# Berberis discolor
Berberis discolor är en berberisväxtart som beskrevs av Porphir Kiril Nicolai Stepanowitsch Turczaninow. Berberis discolor ingår i släktet berberisar, och familjen berberisväxter. Inga underarter finns listade i Catalogue of Life.